# Very 'eavy... Very 'umble
Very 'eavy… Very 'umble je debutové album britské rockové skupiny Uriah Heep. V USA bylo vydáno jako Uriah Heep s jiným obalem a se skladbou „Bird of Prey“ místo skladby „Lucy Blues.“

## Seznam skladeb
1. "Gypsy" (Box, Byron) – 6:37
2. "Walking in Your Shadow" (Byron, Newton) – 4:31
3. "Come Away Melinda" (Hellerman, Minkoff) – 3:46
4. "Lucy Blues" (Box, Byron) – 5:08
5. "Dreammare" (Newton) – 4:39
6. "Real Turned On" (Box, Byron, Newton) – 3:37
7. "I'll Keep on Trying" (Box, Byron) – 5:24
8. "Wake Up (Set Your Sights)" (Box, Byron) – 6:22

Americké vydání
4. "Bird of Prey" (Box, Byron, Hensley, Newton) – 4:05

## Sestava

### Členové skupiny
- David Byron – zpěv
- Ken Hensley – piáno, varhany, mellotron, slide (kytara), zpěv
- Mick Box – doprovodná a akustická kytara, zpěv
- Paul Newton – baskytara, zpěv
- Nigel Olsson – bicí, perkusy

### Další muzikanti
- Alex Napier – bicí (skladba 1–3, 6–8)
- Colin Wood – klávesy („Melinda“, „Wake Up“)
- Keith Baker – bicí („Bird of Prey“)